# Le Douhet
Le Douhet là một xã trong tỉnh Charente-Maritime trong vùng Nouvelle-Aquitaine, tây nam nước Pháp. Xã Le Douhet nằm ở khu vực có độ cao trung bình 64 mét trên mực nước biển.